# شوارتسنبرگ، اتریش
شوارتسنبرگ (به آلمانی: Schwarzenberg) یک منطقهٔ مسکونی در اتریش است که در ناحیه برگنتس واقع شده‌است. شوارتسنبرگ ۲۵٫۷۶ کیلومتر مربع مساحت دارد ۶۹۶ متر بالاتر از سطح دریا واقع شده‌است.